# Pëtr Nikolaevič Krasnov
Pëtr Nikolaevič Krasnov, traslitterato anche come Krassnoff (in russo Пётр Николаевич Краснов?, in ucraino Петро Миколайович Красно́в?, Petro Mykolajovyč Krasnóv; San Pietroburgo, 22 settembre 1869 – Mosca, 17 gennaio 1947), è stato un generale e scrittore russo, proveniente da un'antica famiglia cosacca del Don, di cui fu atamano dal 16 maggio 1918 al febbraio del 1919.
Era figlio del maggiore-generale Nikolaj Ivanovič Krasnov e fratello del geografo e botanico Andrej Krasnov e dello scrittore Platon Krasnov.

## Biografia

### Il servizio nell'esercito imperiale e il biennio come atamano del Don
Pëtr Nikolaevič Krasnov nel 1888 si laureò alla scuola militare di Pavlovsk, uscito dall'università iniziò a prestar servizio come ufficiale nell'esercito imperiale russo; in qualità di scrittore fu corrispondente di guerra. Krasnov scalò i gradi della gerarchia fino a diventare, durante la prima guerra mondiale, tenente-generale della guardia imperiale nel reggimento di cavalleria Atamanskij, mettendosi in rilievo fino ad essere insignito dell'Ordine di San Giorgio di 4ª classe. Nel 1917, dopo la rivoluzione di febbraio, appoggiò il governo provvisorio, che difese invano contro la Rivoluzione d'ottobre.

La repubblica del Don

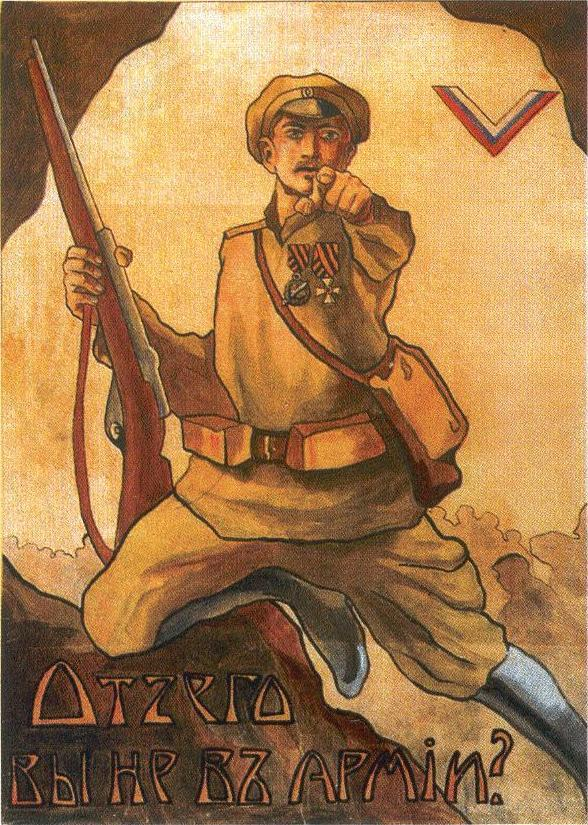
Manifesto per l'arruolamento nell'Armata dei Volontari di Anton Ivanovič Denikin

Alla fine del 1917 Krasnov tornò nella regione del Don, da dove iniziò a guidare la lotta armata contro i bolscevichi. Il 17 aprile, alla testa dei cosacchi e grazie all'aiuto dei tedeschi, conquistò la Repubblica Sovietica del Don (nell'attuale Ucraina) e al suo posto fondò la Repubblica del Don con Novočerkassk capitale. Il 16 maggio 1918 Krasnov venne eletto atamano dei cosacchi del Don, come successore di Anatolij Nazarov (1918), che era stato fucilato dai bolscevichi il 18 febbraio 1918. Combatté a fianco dell'armata bianca durante la guerra civile russa, rappresentando una tendenza minoritaria, in quanto era filo-tedesco.
Il 23 giugno sostenne militarmente il capo dell'Armata dei Volontari Anton Ivanovič Denikin, che con l'appoggio della Triplice intesa, stava lanciando la seconda campagna di Kuban': grazie al sostegno di Krasnov l'esercito ammontava a 8.000-9.000 unità. Dopo la resa dell'impero tedesco (11 novembre 1918), nei primi mesi del 1919, Krasnov fu costretto a riconoscere l'autorità di Denikin, al quale dovette inviare in Estonia le sue truppe, per fondersi nell'Armata dei Volontari. Dopodiché Krasnov rinunciò alla carica di atamano – gli successe Afrikan Bogaevskij (1919-1934) – ed emigrò in Francia, per poi spostarsi in Germania. All'inizio del 1920 la repubblica del Don fu conquistata e quindi abbattuta dai bolscevichi.

### L'esilio
Nel 1920 Krasnov tentò di riprendersi la carica di atamano del Don dall'esilio, contrastando così l'atamano Bogaevskij. I due contendenti cercarono di unificare i cosacchi intorno alla propria persona; il generale monarchico Pëtr Nikolaevič Vrangel', che era succeduto nell'aprile a Denikin nel comando dell'armata bianca, si schierò a favore di Bogaevskij, che aveva proposto di riunire i cosacchi del Don, Kuban', Terek e Astrachan'. Il tentativo di riprendersi la carica di atamano del Don da parte di Krasnov fallì definitivamente nel febbraio del 1922, nonostante che anche l'atamano Bogaevskij fosse in esilio infatti, quest'ultimo mantenne la carica fino alla sua morte.
Secondo i ricordi della romanziera Lidija Avilova (grande amica di Čechov ed emigrata in Cecoslovacchia durante la guerra civile), rivelati dagli scambi di corrispondenza con lo scrittore Ivan Alekseevič Bunin (fu poi premio Nobel per la letteratura nel 1933) nell'aprile 1923, quasi tutti erano entusiasti del romanzo Dall'aquila imperiale alla bandiera rossa scritto da Krasnov, che l'aveva fatto pubblicare a Berlino nel 1922. Il romanzo è una testimonianza della storia russa dall'inizio del regno di Nicola II (1894-1917) fino alla fine della guerra civile (1923). Il libro, come aveva affermato l'Avilova, riscosse un grande successo e fu tradotto in molte lingue, tra le quali anche in italiano. L'opera di Krasnov, che riprendeva e sviluppava le teorie antisemite dei Protocolli dei Savi di Sion, esercitò inoltre un'influenza sul nascente movimento nazionalsocialista tedesco, come dimostra il fatto che rappresentò una «cruciale esperienza letteraria» per Horst Wessel, giovane milite delle SA e futuro martire del regime.

### La seconda guerra mondiale

Stemma delle SS cosacche

Durante la seconda guerra mondiale Krasnov appoggiò la Germania nazista in funzione antisovietica e nel 1943 aderì al progetto di Hitler di creare un corpo cosacco (I divisione cosacca e XV SS-Kosaken Kavallerie Korps) che combattesse a fianco della Wehrmacht. Aderirono all'iniziativa diversi ex bianchi, il comando supremo sui cosacchi fu dato nel 1942 al generale di cavalleria tedesco Helmuth von Pannwitz, sotto il quale Krasnov prestò servizio. I cosacchi furono impiegati in Italia, nella zona del Friuli, e in Jugoslavia, per contrastare i partigiani. L'8 maggio 1945 la guerra in Europa era finita, il Terzo Reich era sconfitto e l'11 maggio i cosacchi di Pannwitz - tra cui Krasnov - si arresero ai britannici, ma il destino suo e dei suoi cosacchi - come quello di tutti i collaborazionisti russi - era segnato, i britannici li consegnarono ai sovietici che li reclamavano (detta tragedia di «Lienz»).
Krasnov rimase recluso un anno e mezzo in prigione. Fu celebrato poi un velocissimo processo ai cosacchi con il capo d'accusa che riguardava i massacri che avevano perpetrato nei confronti dei civili in Jugoslavia - anche se Pannewitz aveva punito a suo tempo i colpevoli - i cosacchi furono condannati a morte, Krasnov fu impiccato il 17 gennaio 1947 a Mosca, appeso per il mento ad un gancio di ferro, le mani legate dietro la schiena, nei sotterranei della Lubjanka. Anche gli altri capi cosacchi: Helmuth von Pannwitz, Andrej Škuro, Timofej Domanov, Sultan Girej-Keleč, Simon Krasnov vennero giustiziati. La salma di Krasnov fu cremata, le sue ceneri vennero gettate in una fossa comune del monastero Donskoj di Mosca.

## Opere
- Dall'aquila imperiale alla bandiera rossa, 1922 (Edizione in italiano: Firenze, Salani, 1974)
- L'imperdonabile (Edizione in inglese: New York, Duffield and Company, 1928)
- Comprendere è perdonare (edizione in italiano, Salani, Firenze 1929)
- Amazzone del Deserto (Edizione in inglese di Olga Vitali e Vera Brooke, New York, Duffield, 1929)
- Napoleone e i cosacchi (Informazioni sull'edizione inglese)
- Largo: un romanzo (Edizione in inglese: New York, Duffield and Green, 1932)
- L'odio (edizione in italiano, Salani, Firenze 1935)